# Andreas Stahl
Andreas Stahl (* 5. März 1955 in Frauenfeld, Kanton Thurgau) ist ein Schweizer Komponist.

## Leben
Andreas Stahl wurde als zweiter von vier Söhnen des Landwirtes Arthur Stahl und der ehemaligen Krankenschwester Roswitha Stahl, geb. Steinbring, aus Bremen geboren. 1961 zog die Familie mit insgesamt zwei Kindern erst nach Aarau, dann nach Bubikon im Zürcher Oberland. Nach dem Besuch der Volks- und Sekundarschule und der abschließenden Maturität an der Kantonsschule Zürcher Oberland in Wetzikon erwarb Stahl die Befähigung zum Primarlehrer und studierte am Konservatorium Zürich Querflöte und bei Hans Ulrich Lehmann Komposition. Neben seiner Tätigkeit als Instrumentallehrer sammelte Stahl in der „arbeitsgruppe fabrikkomposition“ der Roten Fabrik Zürich erste Erfahrungen als Komponist und Konzertorganisator. Von 1991 bis 1994 absolvierte er ein Aufbaustudium Komposition bei Mathias Spahlinger und das Zusatzfach Musiktheorie bei Peter Förtig und Cornelius Schwehr an der Musikhochschule Freiburg. Der Stipendiat der Akademie Schloss Solitude, Stuttgart, und des Künstlerhauses Schloss Wiepersdorf war seit 1995 Dozent für Musiktheorie, von 2002 bis 2018 Professor für Komposition und Musiktheorie an der Hochschule der Künste Bern. Von 2004 bis 2014 hatte er dort die Leitung des Studienganges Bachelor Musik inne.
Aufführungen seiner Werke erklangen zum Beispiel bei Festivals, Zyklen und Kooperationen wie den Musiktagen Illingen, der Frühjahrstagung Darmstadt, bei „ex negativo“ Berlin, „Das Phantom die Oper“ Karlsruhe, Klangraum Stuttgart, Tage für Neue Musik Zürich, beim Fest der Künste Schweiz und im Staatstheater Stuttgart. Zu den
Interpreten seiner Werke gehören das Ensemble recherche, das Ensemble Aventure, Surplus Freiburg, Polarity Percussion Ensemble Karlsruhe, Klangforum Wien, Kammerensemble Neue Musik Berlin, Ensemble der IGNM (Basel), Aleph Gitarrenquartett und andere. Seine Kompositionen, Interviews und Porträts wurden von mehreren schweizerischen und deutschen Rundfunkanstalten ausgestrahlt.
Er lebt mit seinem Partner in Zürich und auf Ithaka.

## Werke (Auswahl)

### Orchester
- bei den dingen bei sich für grosses Orchester – 14 min (1995/96)

### Instrumentalmusik
- … immer im Kreis herum für Cello solo – 10 min (1986)
- aufstieg / abstieg für Streichquartett – 10 min (1989)
- steinstück für 3 SchlagzeugerInnen – 10 Min (1992)
- brudermord für Piccolotrompete, Basstrompete, Horn, Tuba und 3 SchlagzeugerInnen – 8 min (1992)
- just different für zwei gleiche Saxophone – 12 min (1994/95)
- again sam! für Baritonsaxophon, Bassklarinette, 2 Posaunen, Kontrabass, Violoncello und 2 PercussionistInnen – 19 min (1998)
- 126 bpm für Violine und Klavier – 8 min (1998/99)
- gebunden. an anima und dich für Gitarrenquartett – 12 min (2001/02)
- grauzone für Akkordeon, Querflöte, Oboe und Klarinette – 16 min (2002/03)
- zeit.druck (4 skins) für Schlagzeugquartett – 19 min (2003)
- 10 × 1′ musik (10 Stücke von je 1 min Dauer) für 2 Violinen (2001–2012)
- dastehn für eine oder zwei Trompeten – 8 min (2014)
- dem einen ein zweiter für Klavier und Altsaxophon – 18 min (2016/17)
- …Weg zum Ziel für 4 improvisierende Stimmen und 4 Holzbläser – 8 min (2017)

### Vokalmusik
- Schneller werdender Blues (Text: Robert Peterhans) für Sprecher, Querflöte, Klarinette, Violine, Kontrabass und Percussion – 35 min (1983/84)
- Im selben Raum (Text: Konstantin Kavafis) für Tenor und Klavier – 35 min (1989)
- questa...condanna (Text: Roberto Succo) für Männerchor – 13 min (1991)
- rufen wir charon? und wenn er nicht kommt? für Kontratenor, Bassklarinette, Klavier und Kontrabass – 8 min (1997/98)
- erinnern – an sich für Sopran, Violine, Violoncello, Oboe, Querflöte und Klavier – 15 min (2001)
- noch gar nichts gesagt (Text: Elias Canetti) für Sprecher und Projektionen – Dauer frei (2004/05)

### Musiktheater
- sextett für Sopran, Posaune, Violine, Violoncello, Perkussion, Klavier und Musikapparat – 20 min (1993/94)
- einwurf I – IV für Kontrabass und singenden Schauspieler, zu 6 × Blaubart (Kammertheater der Staatsoper Stuttgart) – Zwischen 30 Sek. und 5 min (1995)

## Publikationen (Auswahl)
- Freiheit ist hart und gefährlich. Zur Situation der Neuen Musik, Fabrikzeitung der Roten Fabrik Zürich
- „form und ausdruck“, eine analyse zu carlo gesualdo (1994), Manuskript über Carlo Gesualdo
- kategorienwechsel in zeitgenössischer musik Vortrag beim Festival Zeitgenössische Musik in Taegu, Südkorea
- to marylin six pack – wiederholungstechniken bei n.a. huber (2003, Manuskript)
- kategorien der wiederholung – zum umgang mit einem phänomen in: Zeitschrift dissonanz Nr. 84, Dezember 2003
- nichts festes mehr in: Die Schweiz ist Klang (Hrsg. Ottmar Ette, Yvette Sanchez, Schwabe 2007)
- 126 bpm in: Neuland – Ein Grundlagenprojekt zur künstlerischen Forschung (Hochschule der Künste Bern 2009)
- carlo gesualdo di venosa: mercè grido piancendo. eine untersuchung zur mikrointervallik der renaissance in: Neuland – ein Grundlagenprojekt zur künstlerischen Forschung (Hochschule der Künste Bern 2011)

## Auszeichnungen
- 1988/89 Cefi-Preis für die Tonspur des Films Geschichten von Liebe und Not (Schweiz 1987 – Regie: Martin Rengel)
- 1989 Studienprämie des Bundesamtes für Kultur für die Verfilmung des eigenen Werks … immer im kreis herum! (1986)
- 1991 Aufnahme in die Schweizer Musikedition (mit questa...condanna)
- 1994 Stipendium der Akademie Schloss Solitude, vergeben durch Wolfgang Rihm, für la mort de chevrolet (Opernfragment nach dem gleichnamigen Roman von Martin Frank)
- 2001 Stipendium des Landes Brandenburg für das Künstlerhaus Schloss Wiepersdorf